# Сірак'юс (Канзас)
Сірак'юс (англ. Syracuse) — місто (англ. city) в США, в окрузі Гамільтон штату Канзас. Населення — 1826 осіб (2020).

## Географія
Сірак'юс розташований за координатами 37°57′13″ пн. ш. 101°47′48″ зх. д. / 37.95361° пн. ш. 101.79667° зх. д. (37.953578, -101.796759).  За даними Бюро перепису населення США в 2010 році місто мало площу 10,63 км², уся площа — суходіл.

## Демографія
Згідно з переписом 2010 року, у місті мешкало 1812 осіб у 715 домогосподарствах у складі 460 родин. Густота населення становила 171 особа/км².  Було 832 помешкання (78/км²).
Расовий склад населення:
| - 76,7 % — білих - 1,8 % — корінних американців - 0,2 % — чорних або афроамериканців - 0,2 % — азіатів - 0,1 % — вихідців з тихоокеанських островів - 19,4 % — осіб інших рас |

До двох чи більше рас належало 1,6 %. Частка іспаномовних становила 32,7 % від усіх жителів.
За віковим діапазоном населення розподілялося таким чином: 28,7 % — особи молодші 18 років, 57,8 % — особи у віці 18—64 років, 13,5 % — особи у віці 65 років та старші. Медіана віку мешканця становила 32,1 року. На 100 осіб жіночої статі у місті припадало 102,5 чоловіків;  на 100 жінок у віці від 18 років та старших — 98,8 чоловіків також старших 18 років.
Середній дохід на одне домашнє господарство  становив 55 551 долар США (медіана — 44 107), а середній дохід на одну сім'ю — 63 789 доларів (медіана — 49 167). Медіана доходів становила 35 625 доларів для чоловіків та 34 750 доларів для жінок. За межею бідності перебувало 13,6 % осіб, у тому числі 23,2 % дітей у віці до 18 років та 4,1 % осіб у віці 65 років та старших.
Цивільне працевлаштоване населення становило 890 осіб. Основні галузі зайнятості: сільське господарство, лісництво, риболовля — 30,0 %, освіта, охорона здоров'я та соціальна допомога — 18,1 %, роздрібна торгівля — 11,2 %, будівництво — 7,5 %.